# Xã Ingersoll, Michigan
Xã Ingersoll (tiếng Anh: Ingersoll Township) là một xã thuộc quận Midland, tiểu bang Michigan, Hoa Kỳ. Năm 2010, dân số của xã này là 2.751 người.